# Tetraviridae
Tetraviridae és una família de virus del tipus ARN monocatenari + que infecten insectes com els lepidòpters.

## Gèneres
- Gènere Betatetravirus; espècie tipus: Nudaurelia capensis β virus
- Gènere Omegatetravirus; espècie tipus: Nudaurelia capensis ω virus